# Heaven or Las Vegas
Heaven or Las Vegas è il sesto album in studio del gruppo britannico Cocteau Twins, pubblicato nel 1990.

## Il disco
Fu l'ultimo pubblicato dalla loro etichetta di sempre, la 4AD. È in assoluto l'album del gruppo che ha avuto più successo a livello commerciale e nelle classifiche, arrivando a raggiungere la Top 10, più precisamente la posizione n° 7 della classifica ufficiale britannica.
In questo LP si nota subito che il sound del gruppo ha subito una trasformazione, in quanto per la prima volta Elizabeth Fraser canta in inglese, senza però rinunciare al suo vezzo di personalizzare al massimo le sillabe di ogni singola parola.
La maggior parte delle canzoni poi hanno un tema preponderante, la nascita della figlia della Fraser e Guthrie, Lucy-Belle.
Si tratta di un grosso cambiamento se si pensa che in precedenza i testi delle canzoni non avevano il benché minimo senso, lasciando spazio, e di conseguenza il compito di comunicare, solo alla musica.
C'è da aggiungere anche che in quel periodo Robin Guthrie stava avendo problemi di droga e Simon Raymonde acquisì un ruolo maggiore nella composizione dei brani così come nelle performance.
Ivo Watts-Russell, presidente della loro etichetta discografica, la 4AD, affermò all'epoca che Heaven or Las Vegas è in assoluto l'album migliore che la casa discografica abbia mai pubblicato.
A dispetto di questo, decise di rescindere il contratto con i Cocteau Twins e così fece alla fine del 1990, non con pochi dissapori.

## Tracce
1. "Cherry-Coloured Funk" – 3:12
2. "Pitch the Baby" – 3:14
3. "Iceblink Luck" – 3:18
4. "Fifty-Fifty Clown" – 3:10
5. "Heaven or Las Vegas" – 4:58
6. "I Wear Your Ring" – 3:29
7. "Fotzepolitic" – 3:30
8. "Wolf in the Breast" – 3:31
9. "Road, River and Rail" – 3:21
10. "Frou-Frou Foxes in Midsummer Fires" – 5:38

## Edizioni
Heaven or Las Vegas fu pubblicato nel 1990 dalla 4AD nel Regno Unito e dalla 4AD/Capitol negli Stati Uniti.
Qualche tempo fa la 4AD riacquisì tutti i diritti sull'album in riguardo alla sua distribuzione negli Stati Uniti. Infatti nel 2003 l'LP fu ripubblicato esclusivamente sotto etichetta 4AD, rimasterizzato da Robin Guthrie.

## Nei media
La title track fa parte della colonna sonora del film del 2009 S. Darko, il seguito del film del 2001 Donnie Darko. La si può sentire nei titoli di coda.